# PGC 7888
LEDA/PGC 7888 ist eine Spiralgalaxie vom Hubble-Typ Sc mit doppeltem Galaxienkern im Sternbild Dreieck am Nordsternhimmel. Sie ist schätzungsweise 235 Millionen Lichtjahre von der Milchstraße entfernt und hat einen Durchmesser von etwa 70.000 Lichtjahren. Vom Sonnensystem aus entfernt sich das Objekt mit einer errechneten Radialgeschwindigkeit von näherungsweise 5.200 Kilometern pro Sekunde.
Sie ist Teil der fünf Mitglieder zählenden  Lyons Groups of Galaxies LGG 43 um NGC 807. 
Im selben Himmelsareal befinden sich unter anderem die Galaxien 
NGC 805, PGC 7981, PGC 1836514, PGC 1854457.